# Cyclothone
Cyclothone – rodzaj ryb wężorokształtnych z rodziny gonostowatych (Gonostomatidae).

## Występowanie
Wszystkie oceany.

## Klasyfikacja
Gatunki zaliczane do tego rodzaju:
- Cyclothone acclinidens
- Cyclothone alba
- Cyclothone atraria
- Cyclothone braueri
- Cyclothone kobayashii
- Cyclothone livida
- Cyclothone microdon – cyklotonka oceaniczna[3]
- Cyclothone obscura
- Cyclothone pallida
- Cyclothone parapallida
- Cyclothone pseudopallida
- Cyclothone pygmaea
- Cyclothone signata

Gatunkiem typowym jest Cyclothone lusca (=Cyclothone microdon).